# بيلوبونيز (إقليم)
منطقة بيلوبونيز أو بَلْبُونَس أو البيلوبونيسة (باليونانية: Περιφέρεια Πελοποννήσου)‏ هي منطقة في جنوب اليونان. تحدها منطقة غرب اليونان من الشمال وأتيكا من الشمال الشرقي. تبلغ مساحتها حوالي 15,490 كيلو متر مربع. تغطي مساحتها معظم جزر بيلوبونيز، باستثناء المناطق الفرعية لشمال غربي أتيكا وأليس التي تنتمي لغرب اليونان وجزء صغير من شبه جزيرة أرغولس في أتيكا.

## الإدارة
تأسست منطقة بيلوبنيز في الإصلاح الإداري عام 1987م. ومع مشروع كاليكراتيس عام 2010م، تم تعريف وتوسيع قوتها وسلطتها جنباً إلى جنب مع اليونان الغربية ومناطق جزر البحر الأيوني. تشرف عليها الإدارة اللامركزية للبيلوبنيز، غرب اليونان وجزر البحر الأيوني ومقرها في باتراس. تقع بيلوبونيز في تريبولي وتنقسم إلى خمس وحدات إقليمية «فرعية» (ولايات كاليكراتيس سابقاً)، أركاديا، وأرغولس، وكورنيثا، وميسينا، اللاتي قُسمن إلى 26 بلدية. أما أكبر مدينة في المنطقة فهي كالاماتا.
يحكم المنطقة بيتروس ناتولس منذ 1 يناينر 2011م، الذي اُنتخب نوفمبر 2010م في الانتخابات الإدارية المحلية للحركة الاشتراكية اليونانية.

## المجتمعات الرئيسية
| البلديات            | تعداد السكان (2011) |
| ------------------- | ------------------- |
| آرغوس (Άργος)‏       | 22.209 نسمة         |
| كالاماتا (Καλαμάτα)‏ | 69.849 نسمة         |
| قورنثوس (Κόρινθος)‏  | 38.132 نسمة         |
| إسبرطة (Σπάρτη)‏     | 35.259 نسمة         |
| تريبولي (Τρίπολη)‏   | 47.254 نسمة         |